# 스노우 화이트 (1997년 영화)
《스노우 화이트》(영어: Snow White: A Tale of Terror)는 미국에서 제작된 마이클 콘 감독의 1997년 다크 판타지 고딕 공포 영화이다. 시고니 위버, 샘 닐 등이 출연하였고, 톰 엥글먼 등이 제작에 참여하였다.

## 출연
- 시고니 위버
- 샘 닐
- 모니카 키나
- 길 벨로스
- 데이비드 콘래드
- 미로슬라프 타보르스키
- 브라이언 글러버
- 크리스 바워
- 테린 데이비스
- 조애나 로스

## 기타 제작진
- 공동 제작: 팀 밴렐림
- 배역: 린다 로이, 시몬 레이놀즈
- 미술: 제마 잭슨
- 의상: 마릿 앨런